# 午後はドキドキ!
『午後はドキドキ!』（ごごはドキドキ!）は、山陰放送（BSSラジオ）で放送されている午後のラジオ番組。2016年3月28日に放送開始。2024年3月29日に放送終了。放送時間は 平日 13:00 - 15:55。

## 概要
2016年3月24日まで16年間放送した月〜木曜の『自由ほんぽーおしゃべり本舗』（以下、おしゃ本）と2016年3月25日まで10年間放送された金曜の『スマイル金曜日』（以下、スマ金）の後番組。
2006年までの『おしゃ本』のように、全曜日通しのタイトルとなり、マイナーチェンジを図った。べるを、大田は『おしゃ本』『スマ金』からスピンオフして、コーナー自体は変わっていない。
夏はBSSラジオで『全国高等学校野球選手権鳥取大会』の実況中継を行う。BSSは他局のように「実況中継が何らかの関係で放送がない日（雨天中止・休養日）、途中で終了した段階から放送する」という形を取らず、「中継時間枠を予め確保した上で、既存の番組の放送時間を変更する」スタイルを取り、『午後ドキ』は15:00からのスタートとなることが多い。
2024年3月11日の生放送で同年3月29日を以て終了することを発表した。

## パーソナリティ
★ - 『おしゃ本』から、☆ - 『スマ金』からの続投。
- 原奈津美（フリーアナウンサー、月曜日）
- ★べるを（タレント、火曜日）
- 中島早也佳（BSSアナウンサー、火曜日）
- ☆大田祐樹（BSSアナウンサー、木曜日）
- ★中岡みずえ（タレント、木曜日）
- ★髙木啓一(タレント、水曜日)[2]
- 田中友香理 (フリーアナウンサー、月曜日、水曜日)
- 宇田川修一（BSSアナウンサー、金曜日）
- 隅田美莉(金曜日)

## 過去のパーソナリティ
- 北川佳歩 (BSS契約アナウンサー、木曜日・2016年3月31日～2017年3月30日)
- 山根伸志 (BSSアナウンサー、月曜日・2021年4月1日～2022年9月19日)
- ★谷口和美  (BSS企画、月曜日・2016年3月28日～2018年3月26日)
- 杉原美香  (木曜日・2017年4月6日～2018年3月29日)
- 吉村珠佳  (BSS契約アナウンサー、金曜日・2017年4月7日～2018年3月30日)
- 比和谷恭子(月曜日・2018年4月2日～2018年9月24日)[3]
- ★森谷佳奈（BSSアナウンサー、火曜日・2016年3月29日～2019年3月26日）[3]
- 山田弥希寿 (BSSアナウンサー(当時)、木曜日・2018年4月5日～2020年3月26日)
- 森田初実 (BSSアナウンサー、火曜日・2019年10月8日〜2020年3月31日)
- 藤井美音 (ラッテフレンズ→Chelip、火曜日・2020年4月7日〜2021年3月23日)[3]

## タイムテーブル
- 13:00 - オープニング
- 13:25 - まわれ!!ドーナツ盤
- 13:30 - 
  - 水曜 - あっちゃんのプリティクッキング（第1週）
  - 水曜 - 鳥取マガジン ON THE RADIO（不定期）
- 13:40 - 千代むすびの角打ち!（第1火曜）
  - 水曜 - LET'S UNION（第4週）
  - 木曜 - 旅する大山ワンダーRADIO
- 13:55 - BSSニュース - ほかの時間帯と異なり全国ニュースは時事通信から配信される。そのため、全国ニュースは単に「ニュース」、ローカルニュースは「BSSニュース」としてそれぞれ項目を紹介する。14時台も同様。
- 14:00 - 2時のお天気ドキ - 単に天気を伝えるというよりも、リスナーからのお天気レポートを紹介する。
- 14:10 - 午後ドキ!トラベル
  - 月曜 -
  - 火曜 -
  - 水曜 - 「関西におじゃましまんにゃわ」（田中担当）「ドラマチック・トラベル」(髙木担当)＝隔週交替
  - 木曜 - 山陰から世界へ
  - 金曜 -
- 14:20 - HELLO!DEARBABY

　　　　-　フジキのやっぱうちの子のもんだわ!
- 14:30 - 
  - 火曜・木曜 - 山陽さんこんにちは
- 14:40 - 
  - 月曜・水曜 - 県警交通情報(月曜=鳥取、水曜=島根)
  - 火曜 - アプリでGO! 山陰温泉ざんまい
  - 木曜 - 駐在さんこんにちは
  - 金曜 - 食パラダイス鳥取探検隊が行く!
- 14:50 - #キニナルとっとり キニナ〜ルラジオ（月曜）
- 14:55 - BSSニュース
- 15:00 - 3時のお天気ドキ - 水曜日は、石川博康（BSS所属の気象予報士）が不定期で出演。
- 15:05 - 水曜日（隔週交替）「ゆかりの晩ごはん〜ちょっとコレ知ってる?」（田中担当）「熱血漢道Ⅳ」（髙木担当）
- 15:15 - 午後のおしゃべりドキ!
- 15:20 - 
  - 月曜 - おいしいがいっぱい!全農おしごと探検隊
  - 火曜 - 足立明美のこれであなたも安眠族
  - 火曜 - 毎日おいしく美しく
  - 木曜 - 嗚呼懐かしき我が校歌
- 15:30 - 先本英司の暮らしオールアバウト(木曜)
- 15:35 - 午後ドキ!クイズ（水曜）
- 15:40 -　週刊SDGS〜ひとりひとりが地球のために〜（木曜）
- 15:50 - エンディング

## 過去のタイムテーブル
- 地産地消のグルメ王
- THAX若林の目指せ!BEAUTIFULBODY
- 2016温泉天国
- 2017温泉天国
- がんを知れば、人生危うからず
- 子育て応援部
- 3時のティータイム
- 魅力がイッパイ!伯耆国［大山開山1300年祭］
- 2018温泉天国
- めざせ地産地消のトップランナー
- 2019温泉天国
- 2020温泉天国
- 情報マップなんとなんと
- ミュージックスクランブル
- NEXCO西日本Drive．Escort
- 運命のカードハイ&ロースーパー
- BSSニュース
- 4時のお天気ドキ
- 4時の聞きドキ
- 午後ドキ!マルシェ〜今夜、何にする?〜
- トヨタ街角ステーション
- 2021温泉天国
- マルっととっとり丸わかり
- 日本を元気に!あなたの街のささえびと
- 食のみやこ鳥取探検隊が行く!